# SolarAid
SolarAid è un'organizzazione internazionale caritativa che opera per creare un mercato sostenibile per luci solari in Africa. In linea con il Sustainable Development Goal 7: "Assicura l'accesso ad accessibile, affidabile, sostenibile e moderna energia per tutti"; l'organizzazione ha lo scopo di ridurre la povertà globale e il cambiamento climatico fornendo accesso alla luce solare per comunità rurali. SolarAid possiede interamente l'impresa SunnyMoney, il più grande venditore di luci solari in Africa. SolarAid è stata fondata da Solarcentury, una società di energia solare con sede nel Regno Unito.

## Scopi
SolarAid ha lo scopo di illuminare ogni casa, scuola e clinica in Africa entro il 2030, usando energia solare sicura e pulita. L'impresa caritatevole, SunnyMoney, opera in Zambia e in Malawi. SolarAid opera anche tramite partner in Uganda e Senegal nell'Africa occidentale.

## Riconoscimenti
SolarAid ha ricevuto il Global Impact Award di Google del 2013, un Premio di per Attività Sostenibili del 2013 da parte del Guardian e il premio Ashden Gold Award per il 2013.